# رایانه خبر
ماهنامه رایانه خبر اولین نشریه خصوصی، مستقل، تمام رنگی و تخصصی رایانه در ایران می‌باشد که به هیچ سازمان، شرکت و مؤسسه ای وابستگی ندارد. این نشریه فعالیت خود را از مهر ماه ۱۳۸۲ آغاز کرده و انتشار آن متوقف شده است.
رایانه خبر به تکنولوژی‌های روز اهمیت زیادی می‌دهد و سلسله مقالات جامعی در این زمینه به رشته تحریر درمی‌آورد که از آن جمله می‌توان به مباحث مربوط به تجارت الکترونیکی، دولت الکترونیکی یا هوش مصنوعی اشاره نمود. این نشریه همواره اهمیت خاصی به پیشکسوتان و دانشمندان عرصه دانش رایانه می‌دهد و همیشه از بزرگان این صنعت به نیکی یاد نموده و به معرفی آنها می‌پردازد.
رایانه خبر در بحث مقالات آموزشی نیز فعال است و اقدام به انتشار مجموعه مقالات جامع در زمینه مدارک تخصصی و گواهینامه‌های‌های بین‌المللی رایانه نموده است. این ماهنامه در زمینه مدیریت مباحث مربوط به فناوری نیز صاحب نظر بوده و سلسله مقالاتی در ارتباط با مدیریت فناوری اطلاعات منتشر نموده است.
عموماً سلسله مقالات این ماهنامه تألیف است و اغلب از منابع متعددی نیز در نگارش آنها استفاده می‌شود که در انتهای هر شماره از مقاله درج می‌شود.
رایانه خبر به همراه DVD عرضه می‌شود که معمولاً به چند قسمت تقسیم می‌شود.
CNReview:عموماً گزارشی است که در داخل کشور ایران صورت می‌گیرد و در مورد جدیدترین قطعات رایانه‌ای که توسط نمایندگان عرضه می‌شود ویا نمایشگاه‌های مرتبط با موضوع ماهنامه.
CNTutorial: این قسمت عموماً ویدیوهای آموزشی قرار می‌گیرد.
CN Technology: این قسمت حاوی یک سری ویدیوهایی از برنامه کلیک است که از شبکه بی‌بی‌سی پخش می‌گردد و توسط اعضای ماهنامه زیرنویس فارسی از آن تهیه می‌شود.
CNSofteware:در هر شماره تعدادی نرم‌افزار مختلف در آن قرار می‌گیرد.

## لابراتوار سخت‌افزار رایانه خبر
رایانه خبر از معدود مجلاتی است که می‌توان گفت به راه اندازی یک لابراتوار تخصصی پرداخته است و به طور تخصصی به تست قطعات موجود در بازار ایران می‌پردازد و نتیجه آن را در هر شماره چاپ می‌کند.

## رویهٔ کاری
عمده موضوعات تشکیل دهند این نشریه عبارتند از:
ـ مطالب کاربردی و فنی مرتبط با رایانه و صنعت IT در ایران و جهان
ـ معرفی جدیدترین دستاوردهای سخت‌افزاری
ـ آموزش به روزترین نرم‌افزارهای کاربردی
ـ آشنایی با رفتار و عملکردهای ویروس‌های مخرب
ـ مباحث امنیت، حریم شخصی و حفاظت از اطلاعات در محیط اینترنت
ـ مباحث مربوط به رایانش ابری
ـ معرفی نکات شبکه‌های رایانه‌ای
ـ کاربرد رایانه در سایر صنایع از قبیل صنعت هوانوردی
ـ مباحث مربوط به تجارت الکترونیک
ـ مباحث مربوط به بانکداری الکترونیک
ـ مباحث مربوط به دولت الکترونیک
ـ مباحث مربوط به پست الکترونیک
ـ مباحث مربوط به آموزش الکترونیک
ـ راهنمای کاملاً کاربردی برای خرید تجهیزات رایانه‌ای
ـ معرفی سایت‌های جالب و کاربردی
ـ پرسش و پاسخ در زمینه نکات کاربردی رایانه‌های شخصی و شبکه
ـ معرفی تجهیزات دیجیتال و صنایع مرتبط با آنها در حوزه IT
ـ معرفی چهره‌های تأثیرگذار و دانشمندان بزرگ جهان در تاریخ صنعت رایانه
ـ ترفندها و حقه‌های کاربردی و مباحث پنهان در محیط‌های ویندوز و رجیستری
ـ آشنایی با اصول مدیریت فناوری اطلاعات
ـ آشنایی با موسیقی و هنرهای تصویری دیجیتال و آموزش نرم‌افزارهای مربوط
ـ معرفی مدارک بین‌المللی در حوزه IT مانند مدارک شرکت‌های سیسکو، مایکروسافت و CompTIA
ـ آموزش نکات برنامه‌نویسی همراه با مثال‌های کاربردی
ـ مباحث تخصصی در زمینه هوش مصنوعی
ـ و …

## اعضای ماهنامه
صاحب امتیاز و مدیر مسئول :
حمیدرضا حق‌پرست

## سردبیر
حمید اسدی

## هیئت تحریریه
پیام حداد

هومن سیاری

آندره گالستیان

محمد کریمی

حمید رضا کشاورز

## همکاران تحریریه
رضا صادقی

سید مهدی موسوی

مهیار میرزاپور

ابراهیم حیوری

## گرافیست و صفحه آرا
جعفر رنجبر سعدی

## روابط عمومی
بهاره سیار

## کارشناس تبلیغات و آگهی
محمد یاوری

## سایت
حامد حق‌پرست

## قوانین ماهنامه
رایانه خبر نشریه ای مستقل و خصوصی است و به هیچ سازمان، شرکت و مؤسسه ای وابستگی ندارد.
هیئت تحریریه ماهنامه رایانه خبر در انتخاب، ویرایش فنی و ادبی، تکمیل، حذف، ادغام، اصلاح و کوتاه کردن مطالب، و تغییر کادر عکس‌ها آزاد است. ارسال مطلب و عکس برای رایانه خبر به معنی قبولی این شرایط است.
مسئولیت متون نوشتاری و تصویری نشریه با پدید آورندگان آنهاست، چاپ آنها به معنای تأیید محتوای آنها از طرف رایانه خبر نیست.
نشریه رایانه خبر مجاز است که از مطالب استفاده شده، در آینده نیز بدون کسب مجوز مجدد استفاده کند.
هیئت تحریریه ماهنامه رایانه خبر تمام سعی و تلاش خود را در وارسی و بازنگری سایت‌های معرفی شده به کار می‌گیرد ولی به علت ماهیت متغیر اینترنت و دنیای رایانه این نشریه هیچ گونه مسؤلیتی را در خصوص محتوا و تصاویر خلاف عرف و مطالب خلاف شئون جمهوری اسلامی ایران در پایگاه‌های اینترنتی را نمی‌پذیرد.
برداشت و نقل مطالب از نشریه رایانه خبر تنها با ذکر مأخذ و تاریخ دقیق با کسب مجوز از ماهنامه مجاز می‌باشد.